# Dance the Night
Dance the Night è un singolo della cantante britannico-albanese Dua Lipa, pubblicato il 25 maggio 2023 come primo estratto dalla colonna sonora del film del 2023 Barbie.
È stato candidato per il Grammy Award alla canzone dell'anno e quello alla miglior canzone scritta per i media visivi e al  Golden Globe e al Critic's Choice Awards per la miglior canzone originale.

## Descrizione
Il brano, scritto dalla stessa cantante e Caroline Ailin insieme ai produttori Andrew Wyatt, Mark Ronson e i Picard Brothers, presenta sonorità della disco music.

## Video musicale
Il video musicale, diretto da Shane Drake e Brendan Walter e reso disponibile in contemporanea con l'uscita del singolo, vede la partecipazione di alcune attrici del cast del film Barbie, tra cui la protagonista Margot Robbie, Issa Rae, Emma Mackey, e un cameo della regista Greta Gerwig.

## Tracce
Testi e musiche di Dua Lipa, Caroline Ailin, Mark Ronson e Andrew Wyatt.
1. Dance the Night – 2:56

## Formazione
Crediti adattati dalle note di copertina di Barbie The Album.
- Dua Lipa – voce
- Mark Ronson – produzione, chitarra, Fender Rhodes
- Andrew Wyatt – produzione, sintetizzatore, basso
- Picard Brothers – produzione, tastiere, programmazione
- Cameron Gower-Poole – produzione vocale, ingegneria del suono
- Caroline Ailin – cori
- Brandon Bost – programmazione, ingegneria del suono
- Jake Ferguson – assistenza all'ingegneria del suono
- Manhattan Center Orchestra – orchestra
- Șerban Ghenea – missaggio
- Bryce Bordone – assistenza al missaggio
- Randy Merrill – mastering

## Successo commerciale
Nel Regno Unito il brano ha esordito alla posizione numero 20 della Official Singles Chart, nella settimana terminata  il 2 giugno 2023. Successivamente ha raggiunto la prima posizione della classifica, divenendo il quarto brano della cantante a riuscirci. In Australia, la canzone ha esordito alla posizione 22 della ARIA Singles Chart, raggiungendo il terzo posto nella settimana del 7 agosto 2023.
Negli Stati Uniti Dance the Night ha esordito alla 46ª posizione della Billboard Hot 100. Successivamente ha raggiunto la 6ª posizione nella settimana terminata il 16 settembre 2023, divenendo divenendo il quinto brano nella carriera della cantante ad apparire tra le prime dieci posizioni della classifica.

## Classifiche

### Classifiche settimanali
| Classifica (2023) | Posizione massima |
| ----------------- | ----------------- |
| Argentina         | 37                |
| Australia         | 3                 |
| Austria           | 4                 |
| Belgio (Fiandre)  | 1                 |
| Belgio (Vallonia) | 1                 |
| Bielorussia       | 1                 |
| Bulgaria          | 1                 |
| Canada            | 4                 |
| Danimarca         | 8                 |
| Estonia           | 1                 |
| Finlandia         | 33                |
| Francia           | 5                 |
| Germania          | 7                 |
| Grecia            | 8                 |
| Hong Kong         | 21                |
| India             | 20                |
| Irlanda           | 1                 |
| Islanda           | 3                 |
| Israele           | 43                |
| Italia            | 20                |
| Kazakistan        | 1                 |
| Lettonia          | 16                |
| Libano            | 2                 |
| Lituania          | 14                |
| Lussemburgo       | 1                 |
| Malaysia          | 20                |
| Moldavia          | 34                |
| Norvegia          | 13                |
| Nuova Zelanda     | 5                 |
| Paesi Bassi       | 5                 |
| Polonia           | 13                |
| Portogallo        | 18                |
| Regno Unito       | 1                 |
| Repubblica Ceca   | 7                 |
| Russia            | 4                 |
| Singapore         | 8                 |
| Slovacchia        | 7                 |
| Spagna            | 48                |
| Stati Uniti       | 6                 |
| Svezia            | 25                |
| Svizzera          | 3                 |
| Ucraina           | 12                |
| Ungheria          | 11                |

### Classifiche di fine anno
| Classifica (2023) | Posizione |
| ----------------- | --------- |
| Australia         | 27        |
| Austria           | 57        |
| Bielorussia       | 33        |
| Bulgaria          | 8         |
| Canada            | 19        |
| Danimarca         | 65        |
| Estonia           | 5         |
| Francia           | 56        |
| Germania          | 62        |
| Islanda           | 22        |
| Italia            | 93        |
| Kazakistan        | 21        |
| Paesi Bassi       | 35        |
| Polonia           | 75        |
| Portogallo        | 114       |
| Regno Unito       | 19        |
| Russia            | 29        |
| Svizzera          | 38        |
| Ucraina           | 200       |
| Ungheria          | 45        |
| Classifica (2024) | Posizione |
| Australia         | 94        |
| Canada            | 52        |
| Francia           | 155       |
| Stati Uniti       | 100       |